# Кармелітки
Кармелітки, або Орден Пресвятої Марії з гори Кармель (лат. Moniales Ordinis Carmelitarum) — католицькі жіночі чернечі ордени та конгрегації, пов'язані спільною духовною традицією з кармелітами, і які живуть згідно з правилами кармелітського статуту.

## Історія
Приблизно в XIII столітті кармеліти залишили Палестину. Десь тоді багато жінок вирішили приєднатися до ордену з тими самими обмеженнями, рух поширився в усіх країнах Європи.
Перші жіночі громади, які жили за правилами кармелітського статуту, з'явилися при монастирях Італії та Німеччині в середині XV століття. Першою жіночою громадою, яка звернулася до настоятеля ордена з проханням про приєднання до кармелітам на прав другого ордена, була громада м. Гельдерн (бл. Кельна). Настоятель ордена Іоанн Сорет задовольнив їхнє прохання і допустив їх до принесення вічних обітів.
Офіційне визнання цих жіночих громад мало місце тільки під час понтифікату папи Миколая V, буллою Cum Nulla (7 жовтня 1452 року), яка дозволила офіційно освячені жіночі релігійні ордени, а також їх офіційний вбір.
У 1594 році була заснована реформована група ордену — кармелітки босі, ініціатором реформи виступила свята Тереза Авільська.
Серед цих громад, певну історичну цінність має громада Монни де Бартолі, вдови Мігліораті. Сестри жили з самого початку істинно споглядального життя в дуже простих структурах і євангельських убогостях. З них взяли початок громади кармеліток св. Марії від Ангелів і С. М. Магдалени де Пацці у Флоренції, які змінювалися протягом кількох поколінь — іноді різко змінювали численність, іноді брали участь у релігійній та церковній влади, а в шістнадцятому столітті перейшли до форми закритого монастиря. Аналогічні зміни існують в основному у Франції, Іспанії та Нідерландах.
Одною з перших видатних діячів ордену була Френсіс Амбуаз (1427—1485), герцогиня Бретані, вдова, що у 1457 році стала черницею і заснувала перший монастир кармелітів-кларисок (Colettine) в Нанті, а потім недалеко Ванн, і Нанті, одночасно працюючи в тісній гармонії і дружбі з Джоном Соретом, разом вплинули на законодавство кармеліток. Проте їхніми зусиллями устав кармеліток став дуже приближеним до цистерціанців.
З історичної точки зору ці громади не змогли виробити свій власний стиль життя, але були влаштовані в зразку із середньовічніми моделями життя.
У 1562 році Тереза Авільська почалося з наміром реформувати життя кармелітів, щоб адаптуватися до типу релігійного життя для жінок, запропонований Тридентським собором: хоча багато з них мали намірення залишитися при старому уставі, а після смерті Терези реформування громади пішло по шляху босих кармеліток.

## Організація
В даний час монастирі кармеліток діють у 13 країнах світу. У 2002 орден налічував 755 черниць і 63 автономних монастиря.
В даний час налічується понад 40 чернечих згромаджень. Найзначніші:
- Кармелітки благодаті (Carmelitane delle Grazie, CSCdG) — заснована в Болоньї для виховання дівчаток з бідних сімей; в 1744 в ній був введене строге затвірництво; з 1755 засновували нові монастирі в Італії. Конгр. двічі скасовувалася (у 1810 і 1866) світськими властями; відновлена в 1900; отримала офіц. затвердження Св. Престолу в 1977. У 2002 нараховує 35 сестер і 9 монаших обителей
- Кармелітки Божественної любові (Congregacion de Hermanas Carmelitas de la Caridad de «Vedruna», CCV) — заснована в 1826 в Віке (Іспанія) св. Іоакима де Вердуна для виховання дівчаток і догляду за хворими; в 1860 приєднана (зі збереженням автономії) до Ордену кармелітів; в 1910 затверджена Св. Престолом. У XX ст. були засновані обителі в Аргентині, Чилі, Італії, Англії, Франції, США, Японії, Індії та Заїрі. У 1970 розділена на 9 провінцій. У 2002 році налічувала 2253 сестри і 310 обителей.

- Терезіанські кармелітки-місіонерки (Hermanas Carmelitas Misioneras Teresianas, CMT) — заснована в 1861 в Сьюдадела (ісп. о-в Менорка) для догляду за хворими та для христ. виховання молоді; спочатку діяла в Іспанії. Затверджена Св. Престолом в 1902. У 1896 сестри стали працювати в Аргентині та Уругваї, а після Громадянської війни в Іспанії (1936—1939) — в Бразилії, Франції, Чилі, Італії (Рим), Заїрі, Малі і на Кубі. У 2002 конгрегація налічувала 757 сестер і 109 обителей.

- Згромадження сестер Матері Кармеля (Sisters of the Congregation of the Mother of Carmel, Carmelamahavinte Sabha, CMC) Сиро-Малабарського обряду — заснована в 1866 в Індії босими кармелітами; затверджена Св. Престолом в 1967. Займається християнським. вихованням і освітою дівчаток та дівчат, а також доглядом за хворими і літніми людьми. У 2002 налічувала 6335 черниць і 581 обитель.

- Сестри Апостоляту Кармеля (Sisters of the Apostolic Carmel, AC) — заснована в 1868 в Байоні (Франція) і переведена в 1870 в Індію; затверджена Св. Престолом в 1926; займається переважно христ. вихованням і освітою (у тому числі на Цейлоні, в Австралії і Кувейті). У 2002 налічувала 1583 сестри і 154 обителі.

- Товариство святої Терези від Ісуса (Compania de Santa Teresa de Jesús, STJ) — конгр., Заснована в 1876 в Таррагоні (Іспанія) для ведення шкільного навчання. Крім Іспанії та Португалії сестри працюють також в Лат. Америці, США, Алжирі та Анголі. У 2002 конгр. налічувала 1724 черниці і 218 обителей.

- Кармелітки-місіонерки (Carmelitas Misioneras, CM) — заснована в 1878 як самостійна гілка терезіанських кармеліток-місіонерок. У 1906 приєднана (зі збереженням автономії) до Ордену босих кармелітів. Крім Іспанії сестри працюють в Колумбії, Франції, Італії, Португалії, Великій Британії, Індії, Конго, Мозамбіку, Малаві і на Філіппінах. У 2002 конгр. налічувала 1870 сестер і 271 обитель.

- Терезіанські кармелітки (Congregation of the Teresian Carmelites, CTC) — конгр., Заснована в 1887 в результаті відділення монахинь лат. обряду від Конгрегації сестер Матері Кармеля і переведення їх у Вераполі. У 1959 приєднана до Ордену босих кармелітів. У 1971 затверджена Св. Престолом. Сестри займаються христ. вихованням дівчаток і справами милосердя. У 2002 конгр. налічується 1185 сестер і 132 обителі.

- Сестри Пресвятої Діви Марії гори Кармель (Hermanas de la Virgen MarTa del Monte Carmelo, HVMMC) — заснована в 1891 в Каудете (Іспанія); в 1906 приєднана (зі збереженням автономії) до Ордену кармелітів; в 1950 затверджена Св. Престолом. Сестри працюють в Іспанії, Португалії, Італії, Франції, Німеччини, Пуерто-Рико та Домініканській Республіці. У 2002 конгр. налічувала 462 черниці і 65 обителей.

- Кармелітки Божественного Серця Ісуса (Karmelitinnen von Gottlichen Herzen Jesu, CDCJ) — заснована в 1891 в Берліні для опіки над самотніми дітьми та літніми людьми; діє в країнах Європи і Півн. Америки. У 1904 приєднана (зі збереженням автономії) до Ордену босих кармелітів; в 1930 затверджена Св. Престолом. У 2002 налічувала 492 черниці і 57 обителей.

## Знамениті кармелітки
- Марія Магдалина де Пацці
- Тереза Авільська
- Тереза з Лізьє
- Едіт Штайн

## Джерело
- W. McGreal, At the Fountain of Elijah: The Carmelite Tradition, (Maryknoll, NY, 1999), ISBN 1570752923